# Cassia (geslacht)
Cassia is een geslacht uit de vlinderbloemenfamilie (Leguminosae). The Plant List accepteert 87 soorten. Volgens de Flora of China bestaat het geslacht uit circa dertig soorten die voorkomen in (sub)tropische gebieden.
De Indische goudenregen (Cassia fistula) heeft vruchten met eetbaar vruchtvlees.

## Soorten
- Cassia abbreviata Oliv.
- Cassia afrofistula Brenan
- Cassia angolensis Welw. ex Hiern
- Cassia arereh Delile
- Cassia artensis Beauvis.
- Cassia aubrevillei Pellegr.
- Cassia bakeriana Craib
- Cassia brewsteri (F.Muell.) F.Muell. ex Benth.
- Cassia burttii Baker f.
- Cassia cowanii H.S.Irwin & Barneby
- Cassia eremophila A.Cunn. ex Vogel
- Cassia fastuosa Willd. ex Vogel
- Cassia ferruginea (Schrad.) DC.
- Cassia fikifiki Aubrév. & Pellegr.
- Cassia fistula L. - Indische goudenregen
- Cassia grandis L.f.
- Cassia hintonii Sandwith
- Cassia hippophallus Capuron
- Cassia javanica L.
- Cassia johannae Vatke
- Cassia lancangensis Y.Y.Qian
- Cassia leiandra Benth.
- Cassia leptophylla Vogel
- Cassia mannii Oliv.
- Cassia marksiana (F.M.Bailey) Domin
- Cassia midas H.S.Irwin & Barneby
- Cassia moschata Kunth
- Cassia mystacicarpa Rizzini & Heringer
- Cassia psilocarpa Welw.
- Cassia queenslandica C.T.White
- Cassia roxburghii DC.
- Cassia rubriflora Ducke
- Cassia sieberiana DC.
- Cassia spruceana Benth.
- Cassia swartzioides Ducke
- Cassia thyrsoidea Brenan
- Cassia tomentella (Benth.) Domin

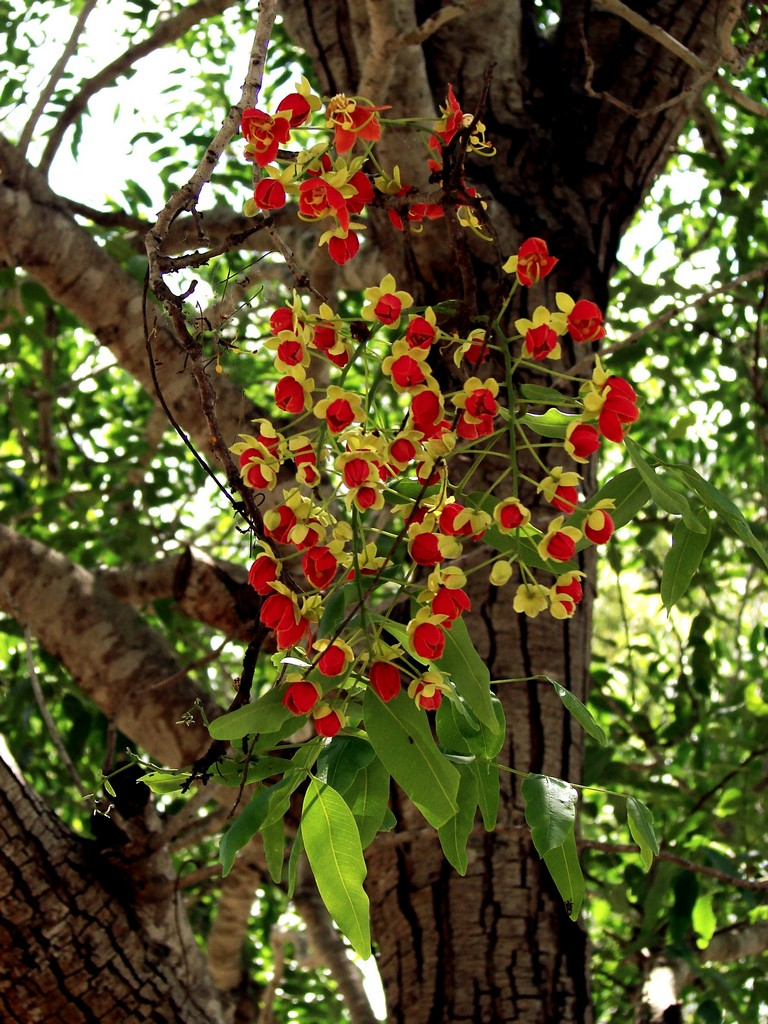
Cassia brewsteri
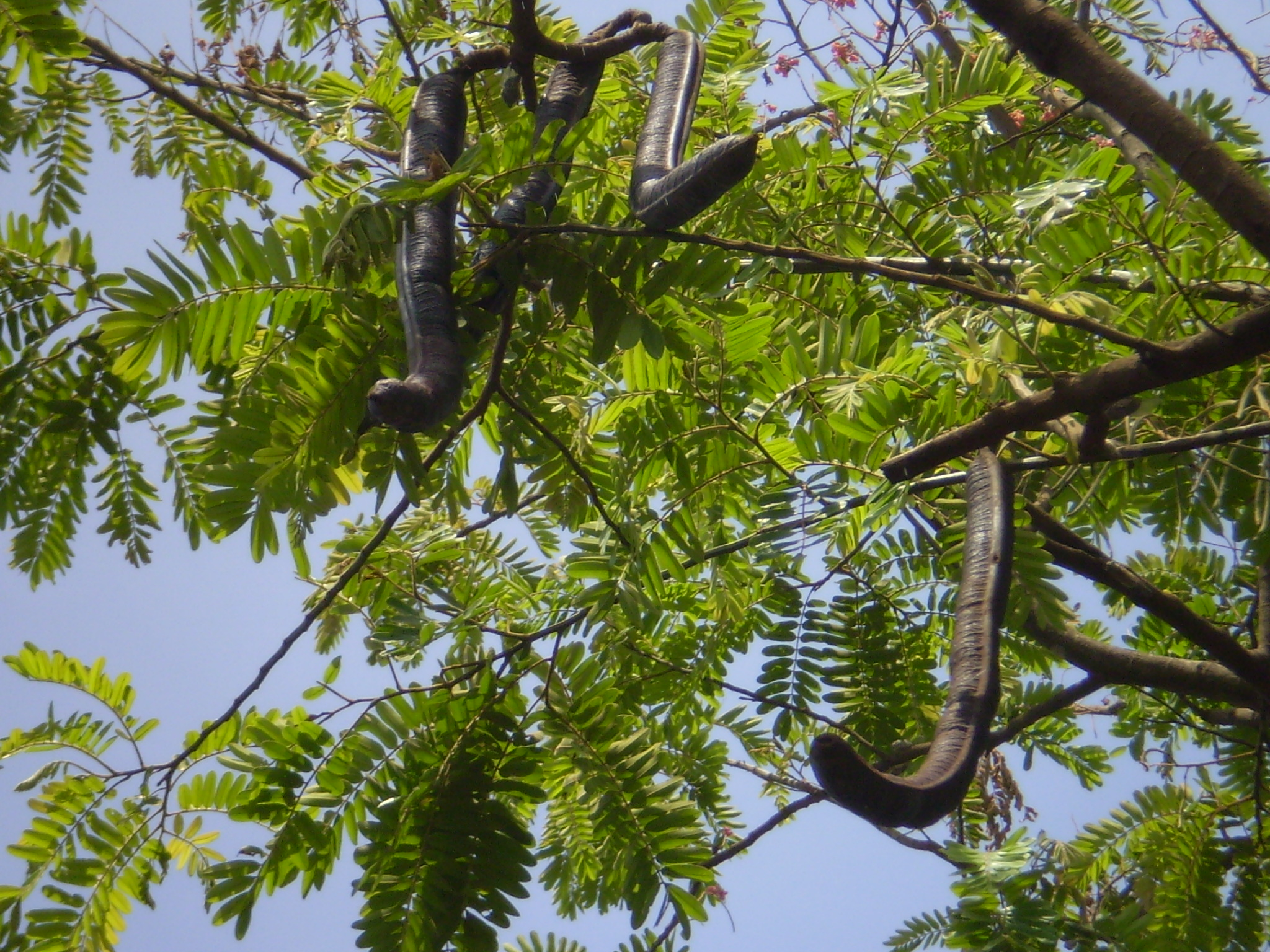
Cassia grandis
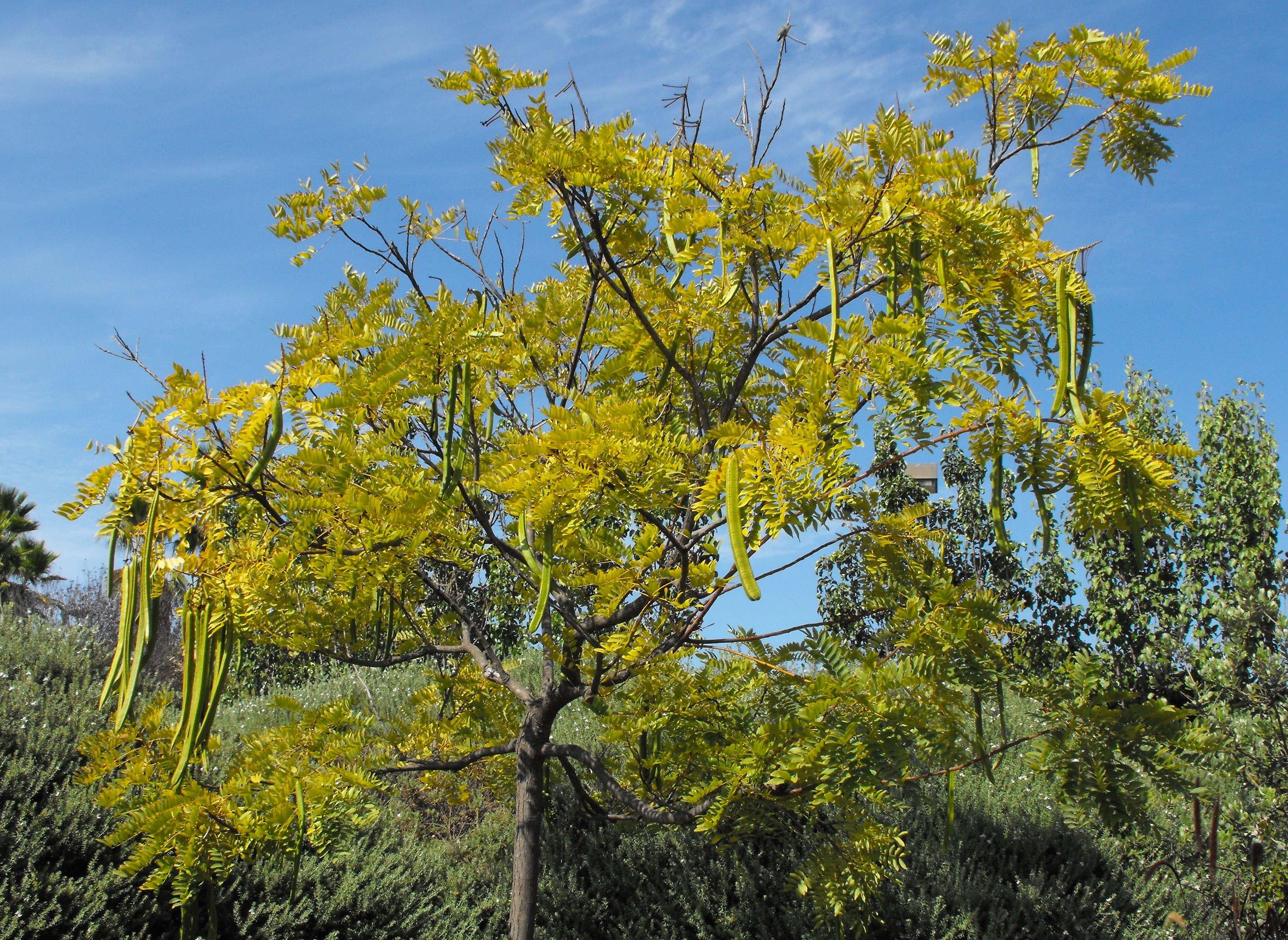
Cassia leptophylla
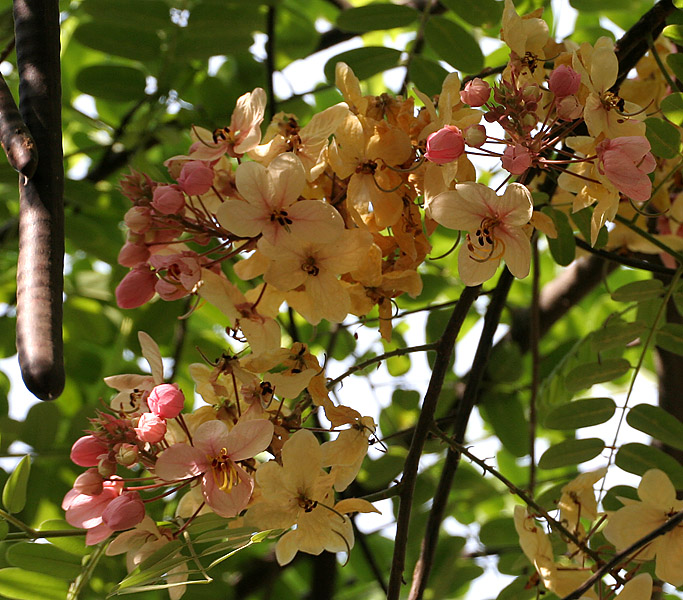
Cassia roxburghii
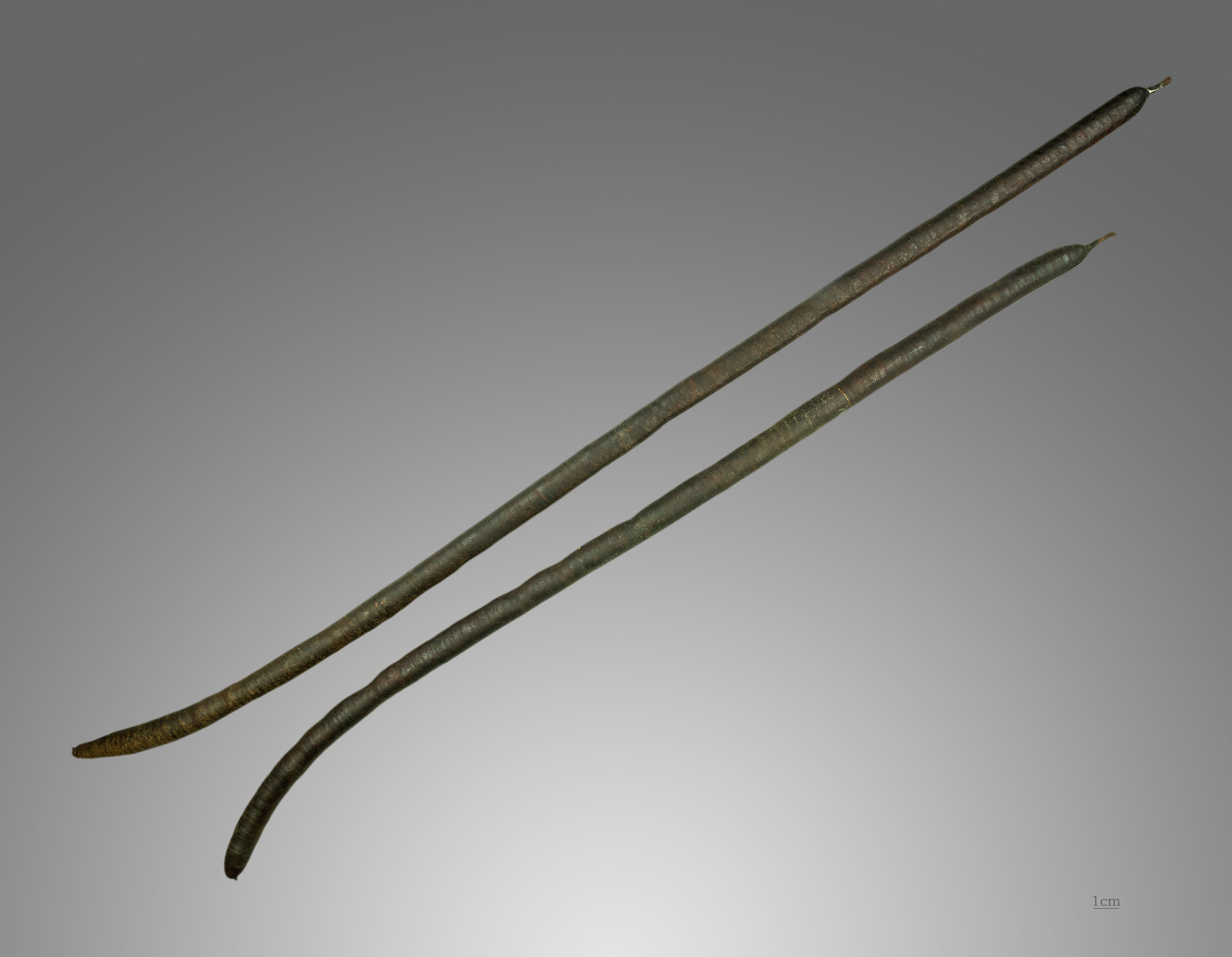
Cassia sieberiana